# Pweto
Pweto est une localité frontalière de la Zambie, chef-lieu de territoire du nord-est de la province du Haut-Katanga en république démocratique du Congo.

## Géographie
Elle est située sur la rive nord-ouest du Lac Mwero desservie par la route nationale RN 5 à 472 km au nord-est du chef-lieu provincial Lubumbashi. Elle est reliée par les villes Lubumbashi, Kalemie, Baraka et Bukavu par la RN5 (la route numéro 5).  

## Histoire
En novembre 2000, une offensive des forces gouvernementales contre l’occupation du Rassemblement congolais pour la Démocratie, généralement connue sous le nom de bataille de Pweto, y fut mise en échec. 

## Administration
Chef-lieu territorial de 30 307 électeurs recensés en 2018, la localité a le statut de commune rurale de moins de 80 000 électeurs, elle compte 7 conseillers municipaux en 2019.

## Population
Les Bashila, dans le secteur Moero, sont le principal groupe ethnique, suivi des Bazela de Kyona Nzini et des Babwile de Pweto.
Le recensement date de 1984,.
| 1984 | 2004   | 2012   |
| ---- | ------ | ------ |
| -    | 22 121 | 26 070 |

## Personnalités
Jean Marie Mpweto, ancien ministre de transport de Tshombe; Jean Baptiste Kibwe Pampala, Ancien ministre des Finances de Tshombe, André Kaseba, le premier évêque noir du diocèse de Kilwa-Kasenga et Augustin Katumba Mwanke, l'ancien homme fort des régimes Kabila père et fils sont parmi les plus illustres fils du territoire de Pweto.